# Nicolò Bonessa
Nicolò Bonessa (Udine, 6 dicembre 1897 – Sciasciamanna, 13 maggio 1941) è stato un militare italiano, ufficiale topografo dell'Istituto Geografico Militare e medaglia d'argento al valor militare alla memoria.

## Biografia
Nasce a Udine, dove il padre Alessandro è comandante del distretto militare, per poi trascorrere l'infanzia e l'adolescenza nella città materna di Cividale del Friuli, a Firenze e nella città paterna di Torino. Nel 1917-1918 partecipa come giovanissimo Sottotenente alla prima guerra mondiale in reggimenti d'Artiglieria da Fortezza (batterie d'assedio), combattendo in Trentino, sul Montello, a Vittorio Veneto e venendo decorato al Merito di Guerra. Nel 1919 è inviato in Tripolitania (Libia).
Nel 1920 si diploma ufficiale topografo presso l'Istituto Geografico Militare di Firenze che due anni più tardi lo invia nel Dodecaneso come membro della prima missione topocartografica nelle isole italiane dell'Egeo, rimanendovi a fasi alterne fino al 1932.
Dopo un periodo al comando truppe in Istria e a Trieste, nel maggio '36 è inviato all'Asmara col primo nucleo della 7ª Sezione topocartografica dell'Africa Orientale, con cui opererà prima e durante la guerra d'Etiopia addentrandosi spesso in territorio nemico. Durante il conflitto ottiene il comando del VI gruppo di Artiglieria autocarrellata dell'Eritrea ed entra così ad Addis Abeba, venendo nuovamente decorato al Merito di Guerra.
Posto a capo dell'Ufficio Topocartografico del Governo della Somalia, l'IGM lo nomina Direttore dell'Ufficio Superiore Topocartografico dell'intera Africa Orientale Italiana. Tuttavia, in virtù della sua esperienza bellica, nel gennaio 1940 è assegnato al comando del XVII Gruppo Artiglieria Cammellato della Somalia, cosicché allo scoppio della seconda guerra mondiale parteciperà all'invasione del Somaliland.
Il XVII gruppo viene quindi trasferito sul fiume Giuba, al confine col Kenya, dove avverrà il previsto sfondamento britannico. Dopo i successivi ripiegamenti italiani e posto al comando del 121º gruppo artiglieria della Somalia, Bonessa giunge infine nel Galla e Sidama, dove avrà luogo la battaglia dei Laghi.
Il 13 maggio 1941, sui due torrenti Dadaba presso Sciasciamanna, si svolge un violento combattimento in cui Bonessa cade alla testa dei suoi uomini.
Proposto inizialmente dal generale Amedeo Liberati (comandante la 25ª Divisione) alla medaglia d'argento al valor militare "alla memoria", lo stesso Liberati chiederà alla commissione interministeriale la commutazione in Oro della decorazione, cosa che non avverrà per una questione di carattere burocratico criticata dagli stessi ambienti militari.
A Bonessa sono stati intitolati fra l'altro un piazzale nel comune di Cividale del Friuli, la sezione dell'Associazione Nazionale Combattenti e Reduci di Medeuzza e un'aula della Scuola di Avviamento commerciale di Cividale.